# Escolástica en la Real Audiencia de Quito

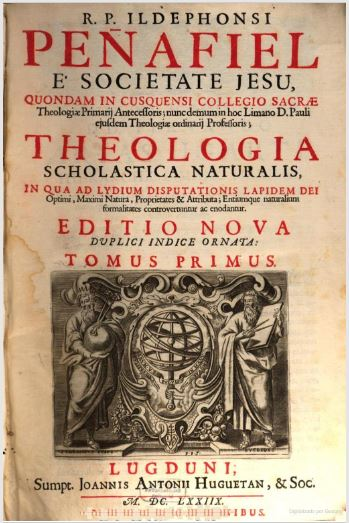
Tratado de teología de Alonso de Peñafiel

La escolástica en la Real Audiencia de Quito se desarrolló a partir de la fundación de los primeros Colegios y posteriormente Universidades desde el año 1534, con la fundación de San Francisco de Quito hasta 1767 cuando se lleva a cabo la expulsión de los jesuitas. Después de aquello, existirá una reforma al sistema educativo como consecuencia del colapso del sistema escolástico que llevó a su consolidación en una nueva institución y a la reflexión sobre el contenido de la enseñanza a partir de la ilustración en Ecuador.

## La llegada de las órdenes religiosas
Esta se lleva a cabo a entre los años 1534 y 1594 según la periodización hecha por las investigaciones de Samuel Guerra. En este periodo se crean las primeras instituciones y se consolida la escolástica a través del trabajo de las distintas órdenes religiosas como fueron los dominicos, agustinos, franciscanos, mercedarios y jesuitas.

### La orden dominica

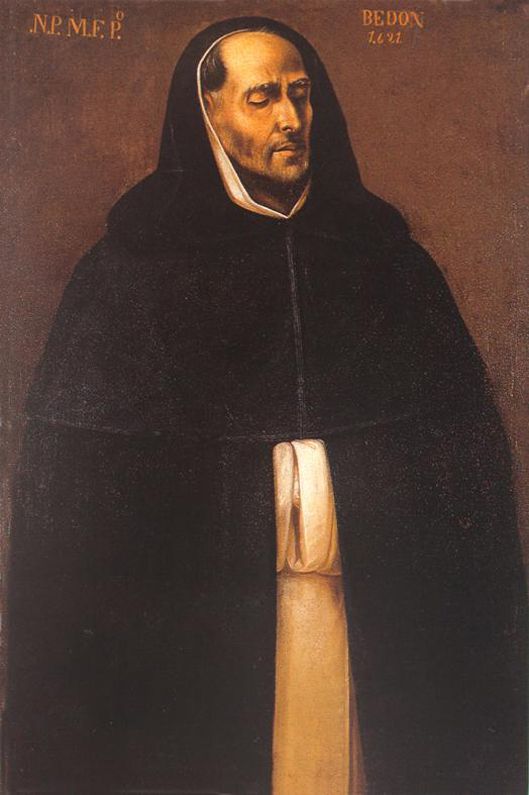
Retrato de Fray Pedro Bedon a la hora de su muerte-atribuido a Tomás del Castillo, pintado en el.

El inicio de la escolástica se puede remontar al padre fray Rafael de Segura quien llegó a Quito en 1533, por lo que la enseñanza pudo haber empezado años después de su llegada. Formalmente es en 1559 cuando en Lima se celebra el primer capítulo intermedio de la Provincia Dominicana del Perú donde se ordenaba que los novicios, preferentemente cristianos viejos, se remitan a los conventos respectivos para hacer su noviciado, donde empezaría la enseñanza formalmente. Sería el padre fray Jarónimo de Cervantes quien fue asignado al convento de Quito dos años más tarde, en 1561 para continuar con el trabajo que había dejado el padre Rafael Segura. También destacaría el padre fray Juan de Aller quien además de ser prior fue maestro de estudiantes y lector de Teología, desde mediados de 1572. Sus alumnos incluirían al destacado Pedro Bedón o el mestizo Diego Lobato, entre otros estudiantes como Alonso Aguilar, Gonzalo de Saavedra, Francisco Rodríguez. Según José María Vargas, el padre Aller fue "uno de los hombres más doctos que tuvo en su tiempo la religión". Posteriormente se asignaría al padre fray Antonio de Hervias quien había sido discípulo de Melchor Cano y Domingo Soto, así como condiscípulo de Domingo Bañez en la Universidad de Salamanca. Enseñó artes en la provincia de Castilla y había sido Maestro de Estudiantes en Ávila, en 1565. También enseñó en Lima hasta que en 1574 fue enviado a Quito. Todos estos profesores eran peninsulares salvo Pedro Bedón quien después de sus estudios en Lima a su regreso destacó como profesor puesto que le consideraba que era "el único capaz de alternar con los españoles en la dirección de los estudios". El curso de filosofía duraba tres años y el de teología cuatro y se usaba en la filosofía los comentarios de Santo Tomás a Aristóteles, mientras que para la teología lo era la Suma Teológica. La filosofía natural incluía la lógica, la metafísica, la cosmología, la psicología (estudio del hombre), y la teología dogmática (estudio de Dios). Se esperaba que los estudiantes ya hayan cursado sus materias de latín entre otras preparatorias. Los libros de cursos tenían una estructura que se dividía entre disputatio, questio y cáput (capítulos). Esto no se debe confundir con el método de enseñanza que era la tradicional escolástica dividida entre lectio y disputatio, es decir lecciones y discusiones posteriores.

### La orden agustina
Los agustinos se establecieron en Quito cerca del año 1573, aunque para 1568 ya tenían un convento y la Iglesia de Santa Bárbara. No existen muchos escritos sobre los estudios agustinos de esta época. Como alumnos destacado fue Miguel Sánchez Solmirón cuyo profesor fue Ignacio de Ordaz. Aunque también estudio bajo el padre Aller. Tomaron a cargo en 1581 el Colegio Franciscano de San Andrés, que en esa época se llamaba San Nicolás de Tolentino.

### La orden franciscana

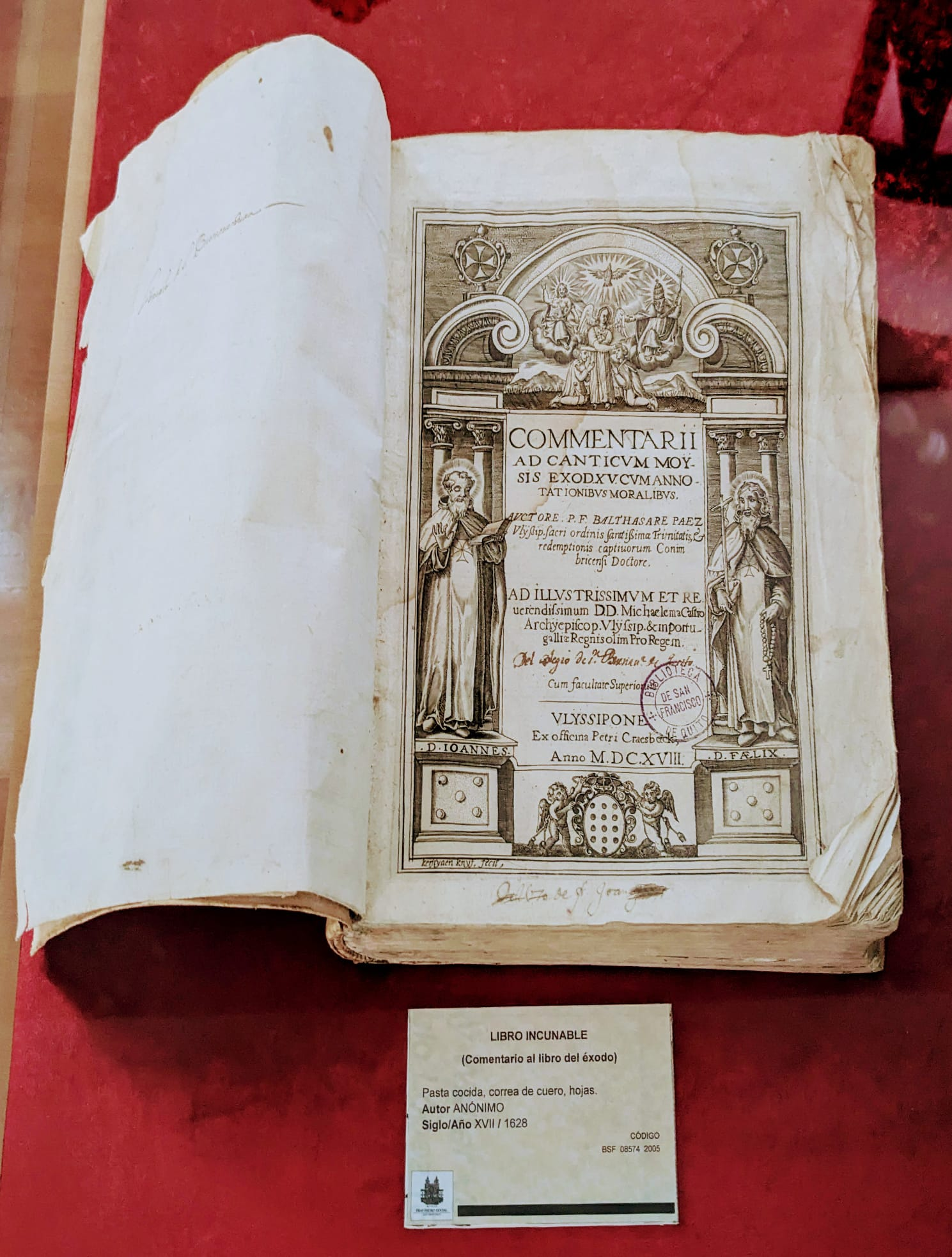
Comentario al libro del éxodo, Iglesia de San Francisco

Los franciscanos empezaron con en 1579 aproximadamente aunque existe evidencia posterior de que según el padre Compte en 1589 empezó la enseñanza de filosofía y teología entre los franciscanos. Entre sus catedráticos estaban Fray Gerónimo Tamayo y Fray Alonso Ramiros quienes enseñaron Artes y Teología. Su labor giró alrededor del convento de San Pablo y tuvo como personaje destacado al padre Fray José Fernández Velásquez, quiteño fue catedrático y que destacó por sus conocimientos profundos de la teología escotista. 

### La orden mercedaria
Pedro de la Peña despertó mucho entusiasmo por sus clases de Teología y Gramática en 1566 del que disfrutaron también los mercedarios. El padre fray Andrés Gómez que había gobernado el convento mercedario desde 1569 hasta 1573 se refirió sobre la situación diciendo que "la ignorancia que ordinariamente había por acá la suplió y proveyó la conciencia del Prelado con el estudio de Teología y Gramática que aquí nos ha puesto, don de frailes de todas las órdenes y seglares vamos a oír y nos aprovechamos." En el convento la filosofía era un requisito en la formación de sacerdotes mercedarios. Los directores del convento fueron Rafael de la Cueva, Juan de León, Pedro de Santa María, Diego Dávila, Juan Castro y Andrés Ramos.

### La orden jesuita
Ocho años después de la fundación de Quito se crea la orden jesuita. Llegarían al Perú en 1568 y a Quito en 1586. Uno de sus fundadores fue Juan de Hinojosa quien moriría, por exceso de trabajo en 1589, mientras terremotos y erupciones volcánicas agitaban la Audiencia. Abrieron el curso de gramática latina en 1588, al que le seguiría el de Humanidades, Retórica y Poesía. Después de esto se abriría el curso de Filosofía. Empezaron en el Colegio de Santa Bárbara y se cree que el primer profesor de filosofía fue Juan de Frías, español que nació en 1560 en Villagarcía donde tuvo de maestro a Baltasar Alvares. Hizo profesión de votos que fueron recibidos por el famoso autor de literatura ascética Diego Álvarez de Paz. Si bien los jesuitas no fueron los pioneros, su organización tuvo "todas las formalidades y requisitos de lecciones, repeticiones, actos privados y públicos". De esta manera y apoyándose en el trabajo de medio siglo de las órdenes religiosas anteriores establecieron la enseñanza escolástica en Quito.

## La fundación de las universidades
Este se caracteriza por un mayor protagonismo de la orden jesuita que acababa de llegar a la audiencia y que vinculado a las misiones jesuíticas de Maynas estaba desarrollando la educación en la recién fundada San Gregorio. La escolástica suareciana empezaría a surgir como una alternativa frente a las clásicas corrientes tomistas y escotistas de los dominicos y franciscanos respectivamente.

### Los estudios en el Seminario de San Luis

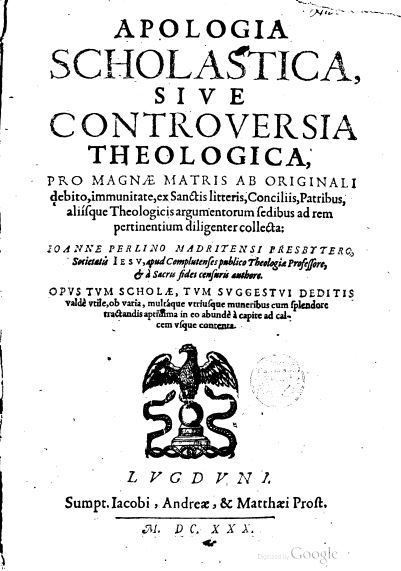
Aplogia scholastica por Juan Perlin

Sería fundado el 25 de agosto de 1594 por el obispo Luis López de Solís y lo puso bajo la dirección de los jesuitas. Los cursos dictados acá ya tenían reconocimiento oficial puesto que estaban bajo Patronato Real fundado a instancias del rey Felipe II. En sus primeros años tenía cerca de ochenta estudiantes. Fue la culminación del sueño del obispo de la Peña y además el comienzo de una nueva época en la historia eclesiástica ya civil de Ecuador. 
Durante el medio siglo de fundación habían habido varios cambios: en lo económico eran ya pocas las encomiendas centralizadas en la capital, en lo social existía una clase criolla que continuaba el legado de sus abuelos conquistadores (como Pedro Bedón y Lobato), en lo cultural los caciques e hijos de españoles se formaron en escuelas de enseñanza primaria y los más privilegiados tenían puestos de funcionarios políticos. Tanto fue así que la famosa rebelión de las alcabalas había sido ya una obra de los criollos ya establecidos. 
Dentro de los profesores importantes destacó Ignacio de Arbieto quien llegó a Perú a inicios de 1600 y después sería  profesor de filosofía en San Luis. También existe la presencia del prestigioso padre Juan Perlín que después de haber enseñado en Lima, Cuzco y Quito sería llamado por Francisco Suárez a España donde enseñaría en Alcalá y Madrid. Esto nos ayuda a saber que la teología suareciana ya era conocida en Quito antes de su muerte en 1617. Se sabe además que Juan de Atiencia provincial de Perú desde 1586 había sido condiscípulo de Suárez. También destacó Antonio Rubio quien con su Curso de Artes ayudó mucho en las cátedras de los Colegios jesuitas, no solo de Quito.

### La Universidad de San Fulgencio
Fay Pedro de la Peña además de originar el primer esbozo de Seminario pidió al rey la fundación de universidades en todas las cavezas de Obispado. Hacia 1580 Alonso de Herrera pidió al rey en nombre de la ciudad de Quito que se funde la universidad en ella. Otro de los impulsores fue Toribio de Ortiguera quien entre 1586 y 1589 escribiría noticias sobre la ciudad de Quito y su Oriente. Para 1586 Juan Velásquez de Ávila volvió a insistir en la Corte la petición de una Universidad. Sería pues el 13 de marzo de 1596 cuando Felipe II enviaría la cédula real al Virrey del Perú y a la Audiencia de Quito con los que se pedía los pareceres respectivos para fundarla:
Por parte del obispo de la Provincia de Quito se me ha hecho relación que en todas esas provincias no hay lugar más acomodado para fundar universidad que la ciudad de San Francisco de quito por que demás de ser bueno y muy sano el temple la tierra es abundante de mantenimientos... mandese proveer como hubiese en la dicha ciudad de Quito universidad con nueve cátedras en que se leyesen todas ciencias y la cátedra de la lengua general de Ynga... serían necesarios cada año siete mil pesos de plata corriente... os mando que pidiendo parece sobre ello a los prelados de las ordenes me enviés con el vuestro para que visto se provea lo que convenga. 

Sala Capitular del Convento de San Agustín cuya orden religiosa administraba la universidad San Fulgencio.

La universidad de estudios generales era la Universidad Real o Mayor, esto eso financiada por el rey, y en la que se enseñaban todas las ciencias y facultades existentes en la época. En América existieron solamente en México y Lima estas dos universidades. La otra clase de universidades corresponde a aquellas administradas por religiosos que distaban más de doscientas millas de las universidades generales. Son llamadas universidades menores y particulares, financiadas por las órdenes religiosas que las regentaban con ayuda de donaciones hechas por particulares y que funcionaban con el expreso permiso del rey. A esta segunda categoría pertenecen las universidades de Quito. Así las coas sen 1573 se instalaría formalmente los agustinos en Quito, tomarían el Colegio de San Andrés de los franciscanos en 1581 y después administrarían la Universidad San Fulgencio. Los grados que conferiría incluían los de Bachiller, Licenciado, Doctor y Maestro. En Artes, Teología, Cánones, Leyes y Medicina. Estaba conformado por Consejeros, el Rector, un Secretario, cuatro profesores de Teología, uno de Artes Liberales o Filosofía. Los profesores de Teología dos enseñaban dogmática, el primero moral y otra la escritura. El profesor de filosofía enseñaba las Súmulas o introducción a la Lógica y los Tratados de Lógica, de Anima, de "Generatione et Corruptione" y la Metafísica. 
Sus primeras autoridades fueron Gabriel de Saona Rector, Pedro Soto Vicerrector, Alonso de la Fuente y Chávez lector de vísperas, Francisco de la fuente y Chávez, lector de Artes, Pedro Soto, consiliarios, Diego Mollinedo superior, Cristóbal Ortiz secretario. Sus primeras facultades fueron por lo tanto Artes (liberales es decir filosofía) y teología. Funcionaría así hasta 1621 cuando empezarían a conceder grados a personas que no estaban ordenadas. La emisión de títulos empezó a decaer en calidad hasta que la San Fulgencio perdería prestigio. 
De los profesores de filosofía importantes destaca Leonardo de Araujo con su libro de "Physica" y su "Tratado de generatione et corruptione sive de ortu et interitu". También existen los libros de Dionisio Mejía titulados "Tractatius Ilus. De Proemialibus Logicae" y el "Liber Imus Phisicorum". Forman en conjunto un tratado de Physica. Además existen tratados anónimos de metafísica general y metafísica particular, así como las "Súmulas y Lógica".

### La Universidad de San Gregorio

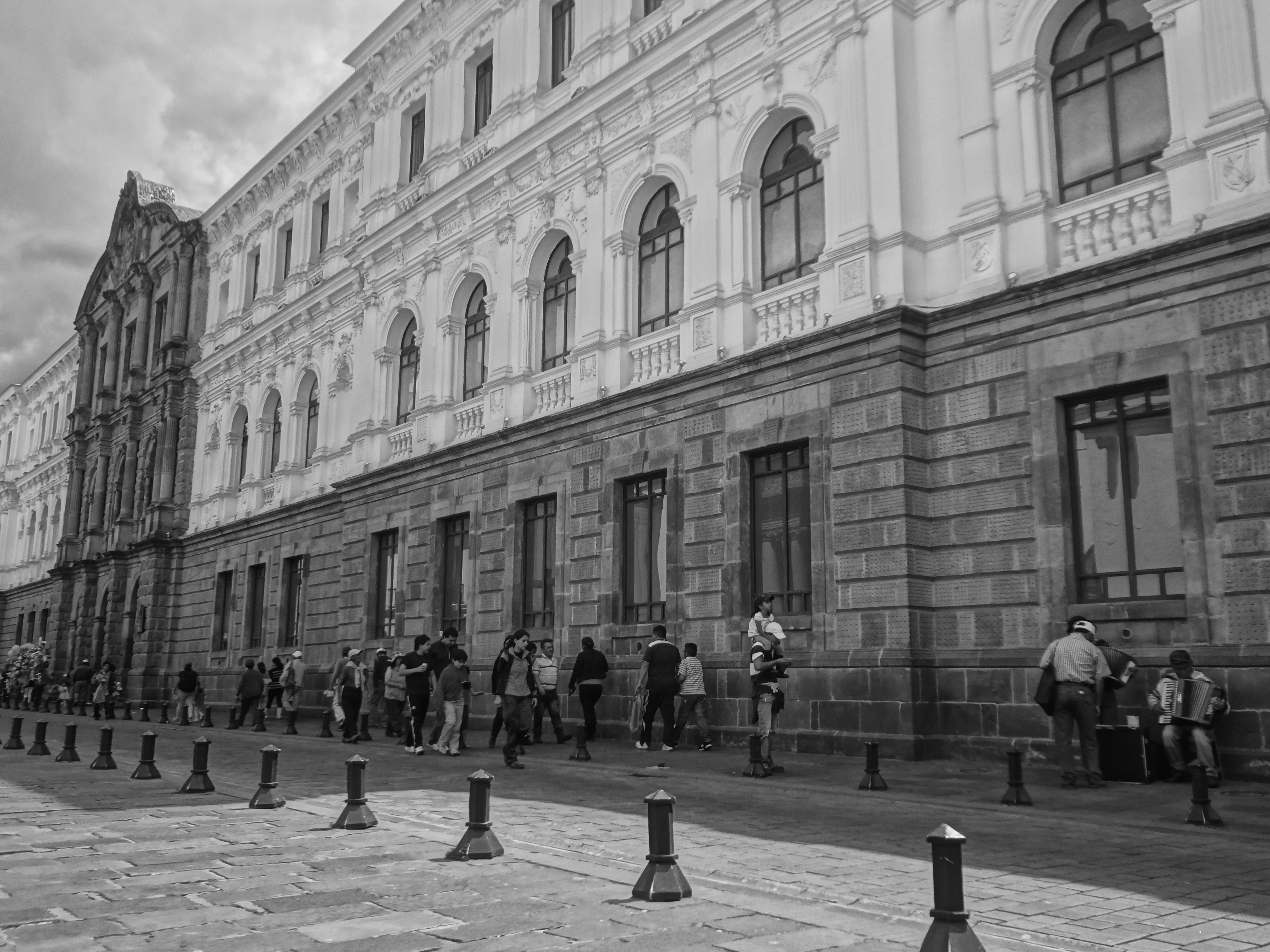
Edificio de la que fue la Universidad San Gregorio Magno, donde los escolásticos desarrollaron la teología suarista durante la Real Audiencia de Quito.

A partir de 1594 se fundaría el seminario de San Luis y ya para 1603 que sería fundada la Universidad San Fulgencio pero no tendría reconocimiento oficial hasta 1621. Sería el 15 de abril de 1618 durante la presidencia de Antonio de Morga que insistirían nuevamente en la creación de las universidades. Sería el 2 de febrero de 1622 cuando Felipe IV emitiría en Madrid una cédula real a los arzobispos de las Indias que permitiría meses más tarde el 15 de septiembre a Florian de Ayerve presentar en la Audiencia la Bula de Gregorio XV para fundar oficialmente la Universidad que se llamó San Gregorio, en honor al papa. La compañía en esa época tenía tres claustros donde hay aulas de teología, artes, retórica y gramática con catedráticos asignados, en la portería estaba una bóveda con el teatro de la Universidad donde se graduaban los alumnos. Se extendería los privilegios a la Compañía para emitir grados, ya que la San Fulgencio estaba siendo cuestionada, pero ahora sería más bien la pugna con la Santo Tomás de los dominicos por el control de estos privilegios.
 

Desde 1622 hasta 1700 se dieron aproximadamente 26 cursos de Filosofía, aunque si hubo intercalación probablemente el número es mayor. Los profesores que enseñaron en dicha universidad fueron, entre otros:
- Juan Sánchez Morgáez
- Juan de Santiago
- Alonso de Rojas
- Joaquín de Amestoy
- Antonio Monsalvas
- Antonio Ramón de Moncada
- Íñigo Pérez de la Justicia
- Rodrigo Narváez
- Hernán de Alcócer
- Marcos Alcócer
- Juan Fernández
- Manuel de la Peña
- Francisco de Orta
- Francisco Mosquera
- Juan Martínez Rubio
- Ignacio Gil Castelví
- Manuel Rodríguez
- Diego Abad de Cepeda
- Isidoro Gallego
- Diego de Ureña
- Sebastián Luis Abad
- Baltasar Ignacio de Pinto
- Antonio Marsal
- Francisco Mestanza
- Nicolás de Aráuz
- José Antonio de la Rentería
- Pedro Félix Calvo de Segura
- Florencio Santos
- Gabriel de Aguinaga
- José Delgado
- José Gutiérrez
- Luis de Alderete

Los autores que se enseñaban incluían a Francisco Suárez, Gabriel Vázquez y Antonio Rubio. Al fundarse la intención en los estudios fue tener a Santo Tomás como autor preferido en teología y Antonio Rubio en filosofía. Todo esto complementado con los grandes jesuitas como Luis Molina, Francisco Suárez, Gabriel Vásquez y Gregorio de valencia. De los escritos importantes destaca Íñigo Pérez de la Justicia con su Tratado de Physica, al igual que Isidoro Gallego con su curso de Física que se encuentran en el convento de Santo Domingo. Destacó el padres Luis Abad con su curso completo de artes donde divide en Filosofía Racional, Natural y Trascendental. El padre Diego de Ureña tiene su curso de Artes conservado en tres volúmenes. De Baltasar Ignacio de Pinto se conserva su curso de Filosofía, de José Gutiérrez se conserva Logicorum Libri.

### La Universidad de Santo Tomás

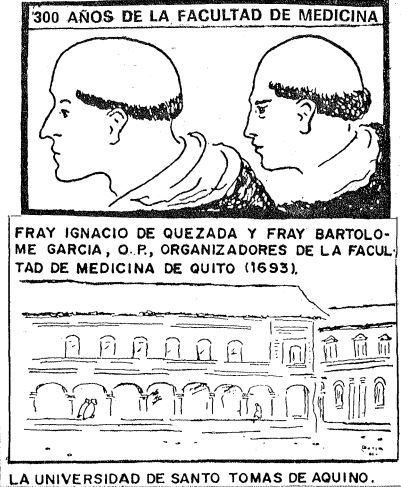
Ignacio de Quezada y Bartolomé García

Desde 1589 existen registro de Pedro Bedón solicitando al rey la creación de la universidad. En este sentido, antes de la creación de la universidad sería Bedón uno de los principales profesores y también publicaría su obra "De modo pormulgandi Evamgelium." Los dominicos además del pensum anteriormente ya descrito incluía el estudio de la biblia, derecho canónico y la historia de la iglesia aunque no constituían parte de plan de estudios oficial. Hacia 1630 los dominicos se encontraban en su apogeo en la Provincia de Quito en los estudios tenían el Convento Máximo donde se enseñaba latín y la cátedra oficial de la lengua Inca, así como Filosofía, Teología. Enseñaban en los conventos de Loja, Guayaquil y Pasto. Pasaría tiempo hasta que en 1681 el padre Ignacio de Quesada en Roma lograría gestionar al Papa Inocencio XI un Breve por el cual concedía al Colegio por fundarse en Quito la facultad de conferir grados en las cátedras ya fundadas o que se funden en adelante, al igual que los agustinos y los jesuitas. Se firmaría el 18 de agosto de 1681 las escrituras para la donación al convento de San Pedro Mártir al colegio de san Fernando. Finalmente el 10 de marzo de 1683 se emitiría la cédula real en Madrid para fundar el Colegio de San Fernando. Por otro lado Bartolomé García empezaría la fábrica de locales para abastecer el Colegio y la ahora legal Universidad de Santo Tomás. Aseguró además las rentas para las cátedras que se querían fundar. El obispo Alonso de la Peña y Montenegro se opondría a las fundaciones por tensiones con la orden dominica pero su sucesor Sancho de Andrade y Figueroa continuaría con el proceso. La fundación de la universidad además tendría la oposición de los jesuitas pero lograría fundares finalmente. De esta manera se culminaba el proyecto de décadas de los dominicos. En 1690 el día de San Agustín se graduaron en Artes los 17 primeros colegiales de San Fernando y en 1694 se publicarían las constituciones del Colegio de San Fernando y la Universidad de Santo Tomás que fueron presentadas por el presidente Lope Antonio Munive y se basaban en los modelos de las constituciones de los colegios de España y del colegio de Santa Fe de Bogotá.

## La escolástica quiteña

### Los autores estudiados
En las universidades existieron ejemplares de libros importantes sobre Filosofía, Teología y Religión que llegaban apenas eran publicadas. Existen citas de obras relevantes a penas tres años después de su publicación. Esto también era posible gracias a la enseñanza en latín lo que hacía accesible a los cursos los nuevos textos. Los textos citados que se encontraban en la biblioteca de las universidades incluía a autores como los griegos, los padres de la iglesia, los grandes teólogos escolásticos, y los autores jesuitas de la segunda escolástica, entre los que destacaban Juan Charamuel, Gabriel Heano, Rodrigo Arriaga, Sebastián Izquierdo, Pedro Hurtado, Ricardo Linceo, Antonio Quiroz, Agustín Bernal, Juan de Lugo, Juan de Perlín, Andrés Junio, Alonso Peñafiel, Francisco de Oviedo, Tomas Compton.

### El trilingüismo
Algo que diferenciaba a la escolástica en la Real Audiencia de la que se desarrolló en la península era que en Quito se enseñaba quichua por las misiones de maynas. Desde los inicios de la educación durante el siglo XVI fue así, ya que en el Colegio de Caciques de San Andrés se empezaría a enseñar "la lengua del inga" con el objetivo de evangelizar a los indígenas. De esta manera los primeros mestizos, como Diego Lobato se caracterizarían por hablar tanto castellano como latín y quichua; las tres lenguas en las que se basaría la sociedad en esa época: el castellano para temas civiles, el latín para lo eclesiástico y el quichua como lenguaje unificador de los indígenas. Después del cierre del Colegio de San Andrés y con la creación de las universidades, se mantendría este patrón de enseñanza.

### Las graduaciones y los exámenes
El año lectivo empezaba el 19 de octubre hasta el 30 de julio. Sobre los grados el destacado jesuita Pedro de Mercado lo describe de la siguiente manera:
Para que los beneméritos sean solamente los que reciban el premio en la insignia de la borla y muceta del magisterio y doctorado precede por suertes la lección de las cuestiones que han de leer con sola la prevención de veinte y cuatro horas, y después de ella gastan una entera en la lección que oyen exactos los examinadores. También precede la hora rigurosa (que llaman "Tremenda" los estudiantes) de la tentativa en que arguyendo los maestros y respondiendo los discípulos se hace juicio de que son merecedores o no del premio pretende y luego cada uno de los maestros da o niega su voto según el dictamen de su ciencia y conciencia. 

### Las reglas para las disputaciones
Como parte de las disputaciones en las que se basaba el método escolástico, se enseñaba reglas para razonamiento de las que se puede rescatar:
1. Repetir dos veces el argumento y la respuesta
2. Evitar toda petitio principii
3. Ser conciso
4. Dar un valor relativo a los argumentos de autoridad
5. No repetir las premisas en la consecuencia
6. No interrogar al contrincante (porque no se trata de que de un examen, sino vencer al contrincante con proposiciones disyuntivas o con antecedentes colocados de antemano en su campo de batalla)
7. Poner en la consecuencia únicamente lo negado (terminar con una negación en lugar de una afirmación)
8. No incluir en el mismo silogismo las pruebas de las premisas
9. Abstenerse de usar palabras reduplicativas y ponderativas (en la escolástica las palabras reduplicativas, junto con las exclusivas y exceptivas, eran tradicionalmente objeto de cuidadoso análisis)
10. Mantener aparejadas las pruebas y las premisas
11. No traspasar los límites de la urbanidad y de la modestia

Se recomendaba además ante la discusión pública cultivar la memoria, hablar fácilmente el latín y procurar repetir interiormente los argumentos y respuestas como si él mismo fuese el replicante.

## Formato de las publicaciones
Los libros que se publicaban en el sistema escolástico tenían un formato establecido que seguía la organización de la Universidad de Salamanca y se apegaba a los autores permitidos por la iglesia. En caso de los autores y libros no permitidos, se realizaba una lectura crítica y se refutaba su contenido, como sería el caso de Descartes, Copérnico y otros autores protestantes como Hugo Grocio.

### Cursos de Artes
El formato principal dividía los estudios en el Cursus Philosophicus (curso filosófico) también conocido como Curso de Artes que contenía tres tomos: tratado de física, tratado de metafísica y tratado de lógica. Entre los autores más importantes que desarrollarían un Curso de Artes propio en todos los tres tomos encontramos a Alonso de Peñafiel, Luis Abad de Cepeda (hermano de Diego Abad de Cepeda), Diego de Ureña, Jacinto Morán de Butrón y Juan Bautista Aguirre. Como ejemplo, el caso de los tres tratados publicado por Aguirre tendrían 150 páginas el de Física, 175 páginas el de Metafísica y 109 páginas el de Lógica y serían publicados entre 1756 y 1758.Hubo autores que no escribieron un curso de artes completo y que se enfocarían en uno de los tres temas como sería el "Curso de Física" por Isidoro Gallego y el "Curso de Filosofía" de Baltasar Ignacio de Pinto.

### Tratados
Además de los Cursos de Artes que tenían un fin principalmente didáctico, encontramos también los tratados mayores que desarrollaban temas en particular con mucho más detalle que los cursos y presentaban un nivel más avanzado. Entre los tratados teológicos más importantes encontramos el Tratado de Teología por Alonso de Peñafiel, el "Tratado sobre la Encarnación" y las "Disputaciones teológicas" por Leonardo de Peñafiel, y las "Cuestiones Quodlibéticas escolásticas y positivas" de Gaspar de Villarroel.
Sobre los tratados morales que desarrollaron la ética en particular encontramos las "Disputaciones escolásticas y morales" por Leonardo de Peñafiel. A esto se suman los tratados de física, basados en las ideas de Aristóteles y Suárez que escribirían autores como Íñigo Pérez de la Justicia y su "Tratado de Physica" o Leonardo de Araujo quien publicaría también su "Tratado de Physica". A esto se suma también el Tratado de Física de Juan de Velasco y uno de los libros más importantes titulado "Física, ad aristotelis mentem" por Juan Bautista Aguirre. Dentro de los tratados de lógica más importantes se encuentran el "Logicorum Libri" de José Guiterez, los libros "Sobre los preliminares de la lógica" y "Súmulas y Lógica" de Dionisio Mejía. Dentro de los escritos de metafísica más importantes se debe destacar la publicación "Metafísica particular y general" de Dionisio Mejía. Por último, se debe mencionar los dos tratados de Leonardo de Araujo titulados "Tratado sobre la generación y decadencia" y "Tratado sobre el asenso y la destrucción".

### Apologías
Las apologías son un género que se desarrolló en la escolástica y tenían como objetivo defender cierto tema determinado. Dentro de este género una de las publicaciones más importantes es sin duda "Aplogia scholastica" por Juan Perlin o también las "Tres Diatribas sobre el Culto al Sagrado Corazón de Jesús" por Juan Bautista Aguirre que se dedicaría a refutar a Camillus Blasius y defender el culto al Sagrado Corazón.

### Historia
Además se escribirían libros de historia, muchas veces considerados como "crónicas" por los historiadores republicanos, pero que tienen un alto valor por la cantidad de información allí vertida. En este sentido se debe destacar el libro "Crónicas de Núrembert (Tratado de historia universal)" por Jodoco Ricke, las "Historias Sagradas y Eclesiásticas Morales" de Gaspar de Villarroel. A esta publicación le sigue la "Historia de la Provincia del Nuevo Reino y Quito de la Compañía de Jesús" por Pedro de Mercado, la "Historia del Reino de Quito y Crónica de la provincia de la Compañía" por Juan de Velasco y "Compendio Histórico de la Provincia, Partidos, Ciudades, Astilleros, Ríos, y Puerto de Guayaquil en las Costas de la Mar del Sur" de Jacinto Morán de Butrón quien escribiría además una de las primeras biografías de Ecuador titulado "Vida de la Venerable Virgen Mariana de Jesús".

### Comentarios
Otro género muy importante de publicaciones son los comentarios, generalmente realizados a autores importantes, servían como guía para el estudio y la correcta interpretación. En este grupo se debe destacar los "Comentarios a Aristóteles y Porfirio" por Pedro Bedón, los "Comentarios sobre los Ocho Libros de Física de Aristóteles" por Jacinto Morán de Butrón.